# Prugny
Prugny é uma comuna francesa na região administrativa de Grande Leste, no departamento de Aube. Estende-se por uma área de 8,62 km². Em 2010 a comuna tinha 381 habitantes (densidade: 44,2 hab./km²).